# Città di Montesilvano Calcio a 5
L'Associazione Sportiva Dilettantistica Città di Montesilvano Calcio a 5 è stata una squadra italiana di calcio a 5 con sede a Montesilvano, in provincia di Pescara.
È l'unica formazione italiana ad essersi laureata campione d'Europa, avendo vinto la Coppa UEFA (stagione 2010-11). A luglio 2017 la società ha annunciato la rinuncia alla partecipazione ai campionati nazionali.

## Storia

### Le origini: Pescara e Angolana
La squadra nasce nel 1984 grazie all'impegno di Oreste Pellegrini e Walter Recinella, iniziando dal campionato regionale di Serie C. Durante la stagione 1989-90 viene promossa alla Serie B nazionale; inizialmente vi rinuncia per problemi di copertura finanziaria, ma grazie a nuovi sponsor la squadra rimaneggiata prende parte al campionato di B. Nella stagione 1990-1991 si guadagna il passaggio in serie A. Nel 1993 la società effettua una fusione con la Virtus Serena di Città Sant'Angelo, formando la Polisportiva Virtus Pescara, (tecnico Enzo Trombetta che divenne allenatore della Nazionale), il suo primo presidente fu Vincenzo Marinelli a cui nel 1995 subentrerà Domenico De Berardinis. Durante la stagione 1995-96 arriva la qualificazione alla terza fase dei play-off, eliminata poi dalla Lazio anche se la prima partita terminò in parità (2-2). Nel 1996 la Virtus Pescara effettua una nuova fusione con la Angolana Sport chiamandosi Polisportiva Angolana, la squadra si trasferisce da Città Sant'Angelo al PalaRigopiano di Pescara, rimanendo in Serie A nella stagione 1997-98 ai danni del Vesuvio Napoli, concludendo all'undicesimo posto. Nel luglio 1999 la FIGC denomina la squadra A.S. Calcio a 5 Pescara e si annoverano i primi giocatori stranieri: Vicentini, Giustozzi, Petillo. La squadra conquista i playoff scudetto eliminata al secondo turno dal Genzano. Il nuovo allenatore è Gerry Berardi, un ex giocatore a lui succederà Andrea Valente, con lui si arriverà al primo trofeo: il 30 maggio 2001 vince la Coppa Italia Under 21 e si ripete nella Final Four proprio a Pescara il 10 e 11 giugno vincendo il campionato ai danni dell'Augusta di Adriano Foglia. Solo grazie ad un ripescaggio il Pescara continua la sua permanenza nel campionato di serie A durante l'edizione 2002-03, il nuovo tecnico Fabián López, e i nuovi giocatori (fra cui l'italo-brasiliano Eduardo Morgado, l'argentino Marcelo Giménez) faranno terminare l'anno con i play-off.

### Il trasferimento a Montesilvano
Nella stagione 2003-04 alcuni problemi legati all'omologazione del PalaRigopiano fanno in modo che la società si trasferisca a Montesilvano, chiamandosi Città di Montesilvano Calcio a 5. In quell'anno arrivano a giocare la finale della Coppa Italia dopo aver eliminato l'Augusta ed il Perugia Calcio a 5, ma perde ai supplementari con il Prato. In campionato la squadra abruzzese giunge terza. Dopo la morte di Corrado Roma, l'amministrazione comunale di Montesilvano decide di intitolare il Palamazzocco al giocatore e allenatore. Il Montesilvano si qualifica per la Final Eight, verrà eliminata dal Prato con il punteggio di 3-2.
La squadra allenata da Fulvio Colini nella successiva stagione si presenta come una delle pretendenti al titolo di Campione D'Italia, oltre all'ottimo girone di andata chiuso al terzo posto, il Montesilvano il 19 marzo conquista la Coppa Italia battendo per 1-0 la Luparense Calcio a 5 con una rete di Junior al 4' del secondo tempo su assist del nazionale Eduardo Morgado. Si tratta del primo trofeo nella storia della formazione abruzzese che prima di questo momento aveva trionfato solo nella categoria Under 21.
All'inizio della stagione 2007-08 il Montesilvano, dopo una gara giocata in grande stile, cede ai tempi supplementari alla Luparense per 5-3, dando l'addio al sogno di mettere in bacheca la prima Supercoppa nazionale, gli abruzzesi, nel corso della gara giocata a San Martino di Lupari, erano rimasti in vantaggio per 3-2 fino a 5 minuti dalla fine dei tempi regolamentari.
Il Montesilvano dopo due stagioni ad alto livello inizia la stagione 2009-10 nella pattuglia delle squadre di alto livello; raggiunge la seconda piazza in campionato e ribalta il fattore campo laureandosi Campione d'Italia per la prima volta battendo a Conegliano la Marca per 6-1.
Nel 2010 a Montesilvano i trevigiani si impongono per 3 a 0 sui padroni di casa che perdono per la seconda volta la possibilità di vincere la supercoppa italiana. A dicembre vince il girone dell'élite-round della Coppa UEFA imbattuto, qualificandosi così alla final four di Almaty.

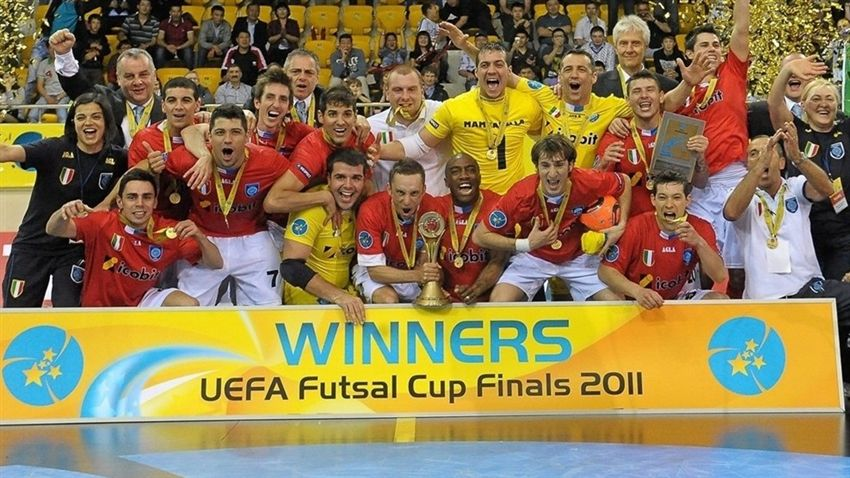
I giocatori festeggiano la vittoria della Coppa UEFA

Nel 2011 per la prima volta nella sua storia si laurea campione d'Europa vincendo la Coppa UEFA sconfiggendo in semifinale la squadra campione d'Europa nell'edizione precedente, il Benfica per 3 a 0, ed in finale lo Sporting Lisbona con un sonoro 5-2. Con questo storico successo è diventata la prima squadra italiana ad aggiudicarsi l'ambito trofeo. Il Montesilvano ha concluso la regular season al terzo posto (pari punti con la Lazio), mentre l'avventura nei play-off si conclude il 25 maggio al PalaMazzalovo, perdendo così la possibilità di giocare la sua terza finale consecutiva, dopo aver perso gara 2 con la Marca Futsal 5-3 e aver pareggiato al PalaRoma 0 a 0 gara 1.
Il Montesilvano conclude la stagione al terzo posto con la Luparense, sconfitta in semifinale dal Pescara.
Nell'estate del 2013 i presidenti Iervolino (Città di Montesilvano) e Barbarossa (Acqua&Sapone) annunciano una unione di intenti che prevede il trasferimento della sede sociale nonché del campo di gioco dell'Acqua&Sapone a Montesilvano, la rinuncia del Città di Montesilvano all'iscrizione al campionato di serie A e la ripartenza dal campionato di Serie B, il trasferimento di Fabricio Calderolli, Cuzzolino e Mammarella dal Città di Montesilvano all'Acqua&Sapone, la scissione della formazione femminile del Città di Montesilvano in una nuova società indipendente, e l'apposizione dello sponsor Acqua&Sapone sulle maglie di tutti e tre i team. Per il nuovo corso la società si affida all'allenatore dell'Under-21 Gianluca Marzuoli a cui viene affidata una rosa formata dai confermati Júnior, Burato, Di Pietro e dagli acquisti di Piero Mazzocchetti dal CUS Chieti, di Andrei Bordignon e Douglas Correia dal Loreto Aprutino, mentre dalla Reggiana giunge Fernando Calderolli, fratello minore di Fabricio. Nella terza categoria nazionale il Città di Montesilvano inanella 20 vittorie consecutive in altrettante partite, conquistando con cinque giornate di anticipo la promozione in serie A2. La squadra mantiene lo stesso ruolino di marcia anche nella Coppa Italia di categoria, raccogliendo 5 vittorie che le assicurano la vittoria della manifestazione.
Nella stagione successiva in serie A2 i biancazzurri tornano in serie A battendo in finale play off il Pesarofano. In panchina prima Gianluca Marzuoli e poi, da gennaio, Antonio Ricci. Il girone d'andata dell'anno del ritorno in massima serie è al di sopra delle aspettative e vede gli adriatici laurearsi campioni d'inverno: tuttavia, un fisiologico calo nella seconda metà della stagione relega i biancazzurri al sesto posto, permettendo comunque ai gabbiani di qualificarsi ai play off, ove arriva una beffarda eliminazione nei quarti di finale ad opera del Real Rieti.
Nell'estate 2016 il nuovo ritorno nel campionato cadetto, questa volta però con una squadra giovane e senza ambizioni di classifica; l'allenatore è di nuovo Gianluca Marzuoli. Nonostante le tante difficoltà arriva una salvezza in largo anticipo con la zona play off a pochi punti. È il canto del cigno. Il 19 luglio 2017 la società rinuncia all'iscrizione al campionato di serie B chiudendo così la sua gloriosa storia.
Rimane ancora attiva la sezione femminile, che disputa le partite presso il Palazzetto dello Sport Santa Filomena di Chieti.

## Cronistoria
| Cronistoria del Città di Montesilvano C5 |
| --- |
| - 1984 · Fondazione del Pescara C5, con sede a Pescara. - 1984-85 · ? in Serie C Abruzzo. - 1985-86 · ? in Serie C Abruzzo. - 1986-87 · ? in Serie C Abruzzo. - 1987-88 · ? in Serie C Abruzzo. - 1988-89 · ? in Serie C Abruzzo. - 1989-90 · 1ª in Serie C Abruzzo. Promossa in Serie B. - 1990 · Rinuncia alla Serie B e iscrizione in Serie C Abruzzo. - 1990-91 · 1ª in Serie C Abruzzo. Promossa in Serie B. - 1991-92 · 1ª nel girone ? di Serie B. Promossa in Serie A. - 1992-93 · 13ª in Serie A. - 1993 · Fusione con la Virtus Serena C.S.A., assume la denominazione Polisportiva Virtus Pescara. - 1993-94 · 11ª in Serie A. - 1994-95 · 10ª in Serie A. 2º turno poule scudetto. - 1995-96 · 14ª in Serie A. - 1996-97 · 8ª in Serie A. 2ª fase play-off scudetto. - 1997 · Fusione con l'Angolana Sport, assume la denominazione Polisportiva Angolana. - 1997-98 · 14ª in Serie A. Vince i play-out. Ottavi di finale di Coppa Italia. - 1998-99 · 12ª in Serie A. - 1999 · Ritorna alla denominazione Pescara C5. - 1999-00 · 7ª in Serie A. Quarti di finale play-off scudetto. Ottavi di finale di Coppa Italia. - 2000-01 · 13ª in Serie A. Vince i play-out. Ottavi di finale di Coppa Italia. - 2001-02 · 13ª in Serie A. Retrocessa in Serie A2, viene ripescata. Sconfitta ai play-out. Quarti di finale di Coppa Italia. - 2002-03 · 4ª in Serie A. Semifinalista play-off scudetto. Ottavi di finale di Coppa Italia - 2003 · Trasferimento della sede a Montesilvano, assume la denominazione Città di Montesilvano C5. - 2003-04 · 3ª in Serie A. Quarti di finale play-off scudetto. Finalista di Coppa Italia. - 2004-05 · 6ª in Serie A. Quarti di finale play-off scudetto. Quarti di finale di Coppa Italia. - 2005-06 · 8ª in Serie A. Quarti di finale play-off scudetto. - 2006-07 · 3ª in Serie A. Semifinalista play-off scudetto. Vince la Coppa Italia (1º titolo). - 2007-08 · 2ª in Serie A. Quarti di finale play-off scudetto. Quarti di finale di Coppa Italia. Finalista di Supercoppa italiana. 3ª in Coppa delle Coppe. - 2008-09 · 2ª in Serie A. Finalista play-off scudetto. Semifinalista di Coppa Italia. - 2009-10 · 2ª in Serie A, Campione d'Italia (1º titolo). Semifinalista di Coppa Italia. - 2010-11 · 4ª in Serie A. Semifinalista play-off scudetto. Semifinalista di Coppa Italia. Finalista di Supercoppa italiana. Campione d'Europa (1º titolo). - 2011-12 · 4ª in Serie A. Semifinalista play-off scudetto. Semifinalista di Coppa Italia. Turno élite di Coppa UEFA. 4ª in Coppa Intercontinentale. - 2012-13 · 9ª in Serie A. Semifinalista di Coppa Italia. - 2013 · Rinuncia alla Serie A e iscrizione in Serie B. - 2013-14 · 1ª nel girone C di Serie B. Promossa in Serie A2. Vince la Coppa Italia di Serie B (1º titolo). - 2014-15 · 2ª nel girone A di Serie A2. Promossa in Serie A. Vince i play-off promozione. - 2015-16 · 6ª in Serie A. Quarti di finale play-off scudetto. Quarti di finale di Coppa Italia. Semifinalista di Winter Cup. - 2016 · Rinuncia alla Serie A e iscrizione in Serie B. - 2016-17 · 6ª nel girone D di Serie B. - 2017 · Scioglimento della società. |

## Colori e simboli

### Colori
I colori storici del Montesilvano calcio a 5 sono stati il bianco e l'azzurro.

### Stemma
Il simbolo del Montesilvano calcio a 5 è stato il gabbiano ("la caiana"), presente anche nel logo societario.

## Strutture

### Palazzetto
Il Montesilvano, gioca le partite casalinghe al PalaRoma di Montesilvano.

## Società

### Organigramma
- Presidente: Antonio Iervolino
- Vicepresidente e Team manager: Luciano Mazzocchetti
- Direttore generale: Nicola Troilo
- Segretario: Gabriele di Berardino
- Segretario: Marina Ruzzi
- Consigliere: Simone Innocenti
- Addetto stampa: Francesca Lupone
- Web master: Daniele di Berardino e Vitiello Guido

### Sponsor
- 2009-2013 Agla
- 2010-2013 Pharmapiù
- 2011-2013 Agla, Pharmapiù

- 1999-2007 FAS
- 2009-2013 Daf Chemiservice, Icobit
- 2013-2016    Acqua&Sapone

## Palmarès

### Competizioni nazionali
- Campionato italiano: 1

2009-2010
- Coppa Italia: 1

2006-2007
- Campionato di Serie B: 2

1991-1992 (girone ?), 2013-2014 (girone C)
- Coppa Italia di Serie B: 1

2013-2014

### Competizioni regionali
- Campionato di Serie C: 2

1989-1990, 1990-1991

### Competizioni internazionali
- Coppa UEFA: 1 (record italiano)

2010-2011

### Competizioni giovanili
- Campionato italiano Under-21: 1

2000-2001

### Altri piazzamenti
- Winter Cup

Semifinalista: 2015-2016
- Supercoppa italiana

Finalista: 2007, 2010
- Coppa delle Coppe

3º posto: 2007-2008
- Coppa Intercontinentale

4º posto: 2012

## Statistiche e record
| Livello | Categoria | Partecipazioni | Debutto   | Ultima stagione | Totale |
| ------- | --------- | -------------- | --------- | --------------- | ------ |
| 1°      | Serie A   | 22             | 1991-1992 | 2015-2016       | 22     |
| 2º      | Serie B   | 1              | 1991-1992 | 1991-1992       | 2      |
| 2º      | Serie A2  | 1              | 2014-2015 | 2014-2015       | 2      |
| 3º      | Serie C   | 7              | 1984-1985 | 1990-1991       | 9      |
| 3º      | Serie B   | 2              | 2013-2014 | 2016-2017       | 9      |